# Commandement des Forces d'opérations spéciales du Canada
Cet article fait partie d'un « bon thème » labellisé en 2011.
Le Commandement des Forces d'opérations spéciales du Canada ou COMFOSCAN (en anglais : Canadian Special Operations Forces Command) comprend les forces spéciales des Forces armées canadiennes. Il est responsable d'opérations de contre-terrorisme et des tâches de haute importance comme des opérations de contre-prolifération, de reconnaissance spéciale et d'action directe au Canada ou à l'étranger.

## Rôle
Le Commandement des Forces d'opérations spéciales comprend trois tâches principales : le contre-terrorisme, le contre-terrorisme maritime et les tâches de grande valeur. Les opérations de contre-terrorisme sont offensives et défensives et tant de nature préventive ou en réaction au terrorisme. Les tâches de grande valeur (high value tasks ou HVT en anglais) sont assignées au COMFOSCAN par le gouvernement du Canada. Elles comprennent des opérations cinétiques et non cinétiques telles que des reconnaissances spéciales, de opérations de contre-prolifération et des actions directes, diplomatiques ou de défense. Le COMFOSCAN collabore étroitement avec le Centre de la sécurité des télécommunications (CST), le Service canadien du renseignement de sécurité (SCRS), la Gendarmerie royale du Canada (GRC) et les différents services des Forces armées canadiennes. Il maintient également des relations avec les différents services similaires des pays alliés, notamment son homologue américain, l'United States Special Operations Command.

## Structure
Le COMFOSCAN dépend directement du chef d'État-Major de la Défense et son quartier général est situé avec les quartiers généraux de la Défense nationale à Ottawa en Ontario.

### Unités
Le COMFOSCAN est composé de la Deuxième Force opérationnelle interarmées, du Régiment d'opérations spéciales du Canada, du 427e Escadron d'opérations spéciales d'aviation et de l'Unité interarmées d'intervention du Canada.
Le rôle principal de la Deuxième Force opérationnelle interarmées (FOI 2) est de maintenir une force capable de réagir rapidement aux différentes menaces contre le Canada. Bien qu'elle se concentre sur des opérations de contre-terrorisme, la FOI 2 est prête à réagir à d'autres types de menaces et à prêter une assistance armée aux autres ministères.
De son côté, le Régiment d'opérations spéciales du Canada (ROSC) est une unité de la taille d'un bataillon dont le personnel est hautement entraîné et préparé dont le rôle est de mener les opérations confiées au COMFOSCAN. La structure du régiment est flexible et peut s'adapter selon l'opération à mener. De plus, le ROSC est capable de déployer des petits groupes pour une période prolongée sans avoir recours à un soutien logistique d'une autre organisation des Forces canadiennes augmentant ainsi la souplesse et l'efficacité du COMFOSCAN.
Le 427e Escadron d'opérations spéciales d'aviation (427e EOSA) est une unité de la Force aérienne du Canada affectée au COMFOSCAN dont le rôle est de fournir un appui aérien aux autres unités des forces spéciales. Le 427e EOSA effectuent également des opérations de recherche et sauvetage dans la région de la base des Forces canadiennes Petawawa en Ontario.
L'Unité interarmées d'intervention du Canada (UIIC) est une unité d'intervention rapide et spécialisée en matière de défense nucléaires, biologiques et chimiques (DNBC). Elle est un outil du gouvernement du Canada pour la défense nucléaire, biologique et chimique avec d'autres éléments de l'équipe nationale d'intervention de DNBC en plus d'être un élément de la Force opérationnelle de réaction immédiate du COMFOSCAN.

### Forces opérationnelles
Afin de s'acquitter de ses mandats, le COMFOSCAN a mis sur pied des forces opérationnelles permanentes : la Force opérationnelle d'intervention immédiate (FOII), la Force opérationnelle - Incidents chimiques, biologiques radiologiques et nucléaires (CBRN), la Force opérationnelle Arrowhead et les équipes des forces d'opérations spéciales. Cependant, le COMFOSCAN a également la capacité de mettre sur pied des forces opérationnelles supplémentaires pour répondre à d'autres besoins.
La FOII comprend des membres de toutes les unités du COMFOSCAN et est dirigée par la FOI 2. Ses membres sont les militaires qui sont déployables le plus rapidement de toutes les Forces armées canadiennes. Elle est principalement responsable de missions de contre-terrorisme.
La Force opérationnelle - Incidents CBRN est la contribution des Forces armées canadiennes à l'Équipe d'intervention CBRNE nationale du Canada qui est dirigée par la GRC et comprend des membres de l'UIIC.
La Force opérationnelle Arrowhead est une force opérationnelle rapidement déployable dirigée par le ROSC comprenant des membres de toutes les unités du COMFOSCAN. Elle effectue généralement la première intervention avant le déploiement d'autres forces opérationnelles des forces spéciales ou conventionnelles.
Les équipes des forces spéciales sont de petites équipes comprenant des membres du COMFOSCAN effectuant des tâches qui ne sont pas assignées aux autres forces opérationnelles du COMFOSCAN. Elles sont généralement déployées pour de courtes périodes allant jusqu'à six mois et comprend du personnel de toutes les unités du COMFOSCAN.